# Окно в мансарде
«Окно в мансарде» или «Слуховое окно» (англ. «The Gable Window» или «The Murky Glass») — рассказ американского писателя Говарда Филлипса Лавкрафта, который после его смерти дописал Август Дерлет. Впервые был опубликован в майском выпуске журнала «Saturn» 1957 года. Рассказ вошёл в сборник «Единственный наследник», выпущенный тиражом в 2096 экземпляров издательством «Arkham House».

## Сюжет

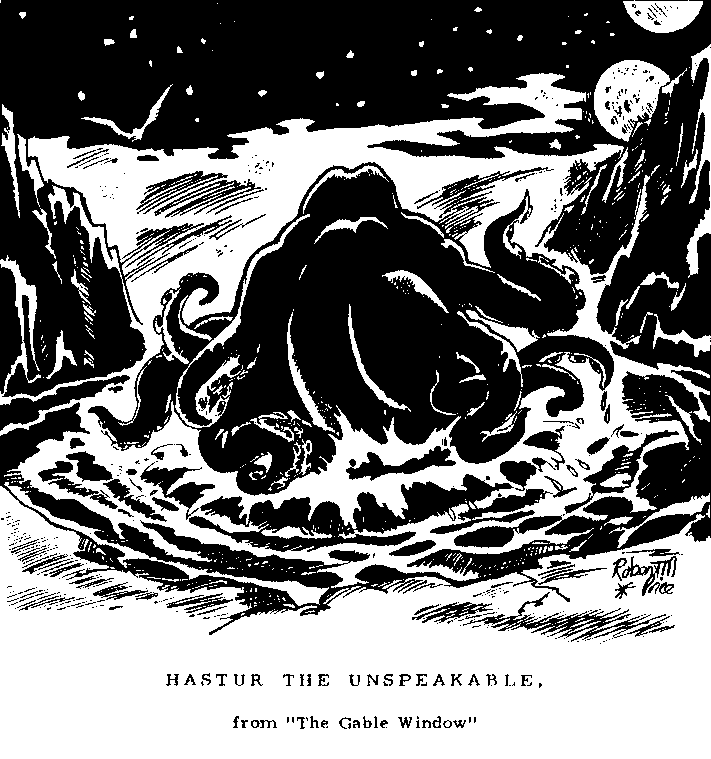
Хастур Невыразимый из рассказа «Окно в мансарде» Дерлета. Иллюстрация Роберта Прайса из Склеп Ктулху# 6, Дерлета, 1982 год.

В 1924 году Фред, рассказчик, прибывает по вопросу наследства в глухую деревушку в горах, вблизи Эйлсбери-Пайк, округ Данвича. Уилбер Эйкли, его кузен, завещал ему старинный дом, построенный ещё Старым Уортоном. Уилбер построил дом с мансардой и большим округлым окном, привезённым из Азии. Стекло называлось «Стекло из Ленга» и было изделием глубокой древности, вероятно, «хиадесского происхождения». Фред ощущает в доме, что некая сила следит за каждым его шагом, словно, дом одушевлённое существо, которое ждёт возвращения хозяина и не ведающее, что он умер. Фред слышит звуки: как в дверь скребётся животное, змеи скользят по окнам, стук копыт крупного животного, щебетанье птиц, шелест чего-то большого и скользящего, хлюпанье и причмокивание. Ночью раздаётся шум с мансарды, но там ничего не оказалось. Услышав шум, кот по имени Крошка Сэм убежал в лес и не появлялся до самого утра.
Фред находит предсмертное письмо Уилбера, адресованное ему, в котором он просит разбить окно, сжечь оккультные книги. Фред находит записи кузена, в которых написаны имена Древних богов: Азатот, Йог-Сотот, Ньярлатотеп, Ктулху, Хастур, Шуб-Ниггурат, Дагон. Кузен описывает расы других существ: снежные люди в Гималаях, глубоководные, шантаки, народ Чо-Чо, гигантские бесформенные гады с бесчисленными щупальцами (Бхолы), твари напоминающие осьминогов (Потомки Ктулху), гигантский спрутообразный обитатель вод, в 20 раз крупнее осьминога; когтистые полулюди-полуптицы; хилые карлики восточного типа людей; и прочие амфибии. Уилбер описал в дневнике походы в параллельные миры, в которых он видел город на далёкой звезде Хиадеса, Неведомый Кадат, Плато Ленг, Р’льех. Уилбер упоминал старуху, которая хранила странную каменную звезду, в округе Данвича. Фред нашёл точно такую же каменную звезду на мансарде.

Фред решает провести ритуал, описанный его братом. Он обводит мелом каменную звезду, чертит каббалистические знаки, встаёт в их центр и произносит слова: «Пнглуи мглунаф Ктулху Рлайх угахнагл фтагн». Внезапно в стекле возникает залитый солнцем ландшафт с выжженной почвой: всюду холмы песчаника и пустынная растительность; несколько крупных пещер на переднем плане и цепь заснеженных гор на горизонте. В скале видна пещера, из которой появляться невообразимый монстр:
Сначала показалось одно его щупальце, потом второе, а затем целых полдюжины разом: все они осторожно ощупывали вход в пещеру. В последнюю очередь появились смутные очертания чудовищной головы. Голова существа росла прямо из тела, представлявшего собой студенистую, колышущуюся массу, а щупальца сходились на нижней части головы и шеи. Существо направляется к окну с невероятной скоростью, пересекая стремительно темнеющую местность. Приблизившись, стали ясны гигантские размеры чудовища, которое заслонило собой весь вид. Его щупальца протянулись к окну мансарды и прошли сквозь него! Прошли! 
Фред разбивает стекло и видит на полу трехметровое щупальце, застрявшее между измерениями, в тот момент, когда был преграждён доступ остальному телу, частью которого оно являлось.

## Персонажи
- Фред (англ. Fred) — рассказчик, который получил наследство от кузена Уилбера Эйкли.
- Уилбер Эйкли (англ. Wilber Akley) — кузен Фреда, археолог и антрополог, закончил Мискатоникский университет в Аркхеме. Побывал на раскопках в Азии, Монголии, Тибете, провинции Синь-Цзян, Латинской Америке, юге США. Работал в библиотеке Мискатоникского университета. Отказался от должности профессора.
- Генри Эйкли (англ. Henry Akley) — двоюродный брат Уилбера, жил в Вермонте.
- Старый Уортон (англ. Old Wharton) — колдун, который построил дом с мансардой. Его внук переехал в приморский город Кингстон.
- Кот «Крошка Сэм» (англ. Cat «Little Sam») — крупный кот, подаренный Фреду; из-за веса его следовало бы именовать Великаном Сэмом. Ощущал сверхъестественные явления, в мансарду не ступал ни лапой.
- Обитатели песков (англ. Sand dwellers) — человекообразное существо с непомерно большими глазами и ушами, на редкость шершавой кожей, будто, в неё въелся пустынный песок. Худое, как скелет, рёбра выпирают наружу, а лицо напоминало забавного австралийского медведя-коалу. Жили в поселении, где было много людей, в том числе, женщины.
- Спрут (англ. Octopoid) — невообразимый монстр, со множеством щупалец и студенистым телом. Гигантский аполлион осьминог. Вероятно, это существо похоже на Потомков Ктулху.

## Вдохновение
Август Дерлет дописал незавершённый рассказ Лавкарафта, после его смерти. Можно сказать, что рассказ «написан призраком». Дерлет использовал неопубликованные материалы из его черновиков и писем. Дерлет подражает стилю Лавкрафта и добавляет ряд необычных идей. Дерлет основывается на повести «За гранью времён» и «Хребты Безумия», из которых он развил идею о борьбе Древних богов, также он упоминает пришельцев, посетивших Землю в древности из рассказа «Зов Ктулху». Дерлет упоминает персонажей, локации события из рассказов: «Полярная звезда», «Иные Боги», «Крысы в стенах», «Зов Ктулху», «Ужас Данвича», «Тень над Иннсмутом», а также «Сомнамбулический поиск неведомого Кадата». Спрутообразные существа похожи по описанию на существ из рассказов «Зов Ктулху», «Вне времени» и «Что приносит Луна».
Дерлет описывает христианские мотивы, — чего нет у Лавкрафта, поскольку он вдохновлялся античной историей и английской литературой 18 века. Дерлет описывает «Обитатели песков», которые живут в пустынной местности Ленга и ссылается здесь на Плато Ленг из Страны снов Лавкрафта, но полностью игнорирует его мифическое описание, вместо этого, придавая ему черты Запада Америки. Лавкрафт использовал похожий приём, когда описывал планету Юггот в сонете «Грибы с Юггота», где предполагается, что Юггот находится на Земле, но не является другой планетой. Дерлет описывает сельскую местность в округе Данвича и придаёт более персональный характер окружению старинных домов. Лавкрафт в своих произведениях сравнивал процессию людей со змеей, подземные тоннели с щупальцами, руины с трупом и т. п. Дерлет сравнивает дом с живым чудовищем.

## Запретные книги
- «Некрономикон»
- «Книга Эйбона»
- «Unaussprechlichen Kulten» фон Юнтца
- «De Vermis Mysteriis» Людвига Принна
- «Cultes des Goules» графа д’Эрлета
- «Пнакотические манускрипты»
- «Текст Р’льех»
- «Песнопения Дхол»
- «Семь загадочных книг Хсана»
- «Записки Челено» или «Фрагменты Келено» — придуманные Августом Дерлетом текстовые фрагменты внеземного происхождения, из Великой Библиотеки Келено
- «Книга Дзян» (англ. The Book of Dzyan) — возможно реально существовавшая теософская книга, считающаяся самой древнейшей рукописью в мире. Написана в Тибете

## Связь с другими произведениями
- В рассказе «Полярная звезда» впервые появляется Плато Ленг.
- В рассказе «Музыка Эриха Цанна» музыкант открыл портал в окне своей квартиры.
- В рассказе «Ужас Данвича» описывается события в Данвиче и Эйлсбери-Пайк.
- В рассказе «Крысы в стенах» описано поведение кота, который преследовал потусторонних крыс.
- В новелле «Тень над Иннсмутом» описаны семьи Уэйтли и Маршей.

Пришельцы описаны в отдельной серии произведений Лавкрафта: «За стеной сна», «Из глубин мироздания», «Цвет из иных миров», «Шепчущий во тьме», «Хребты Безумия», «За гранью времён», «Врата серебряного ключа», «Вызов извне», «В стенах Эрикса», «Окно в мансарде», «Пришелец из космоса» и «Ночное братство».